# Овца Доли
Овца Доли (енгл. Dolly) била је први успешно клонирани сисар на планети Земљи. Клонирана је из соматске ћелије. Клонирали су је научници са Рослин института у Единбургу у Шкотској. Рођена је 5. јула 1996. године и живела је шест година до 14. фебруара 2003. године. Њено препарирано тело изложено је у Краљевском музеју Шкотске.
Имала је шифровани назив „6LL3“. Име су јој дали фармери који су помогли њеном порођају, које је прихваћено. Доли је постала једна од најпопуларнијих овци на свету. За њу се и данас везују многе контроверзе. Клонирана је из шестогодишње овце.